# Condado de Chautauqua (Kansas)
El condado de Chautauqua (en inglés: Chautauqua County) es un condado en el estado estadounidense de Kansas. En el censo de 2000 el condado tenía una población de 4.359 habitantes. La sede de condado es Sedan. El condado fue fundado el 1 de julio de 1875, cuando el condado de Howard fue dividido en dos condados: el de Chautauqua y el de Elk. Fue nombrado en honor al condado de Chautauqua en el estado de Nueva York.

## Geografía
Según la Oficina del Censo, el condado tiene un área total de 1.670 km² (645 sq mi), de la cual 1.662 km² (642 sq mi) es tierra y 8 km² (3 sq mi) (0,49%) es agua.

### Condados adyacentes
- Condado de Elk (norte)
- Condado de Montgomery (este)
- Condado de Washington, Oklahoma (sureste)
- Condado de Osage, Oklahoma (sur)
- Condado de Cowley (oeste)

## Autopistas importantes
- U.S. Route 166
- Ruta Estatal de Kansas 38
- Ruta Estatal de Kansas 99

## Demografía
En el  censo de 2000, hubo 4.359 personas, 1.796 hogares y 1.235 familias residiendo en el condado. La densidad poblacional era de 7 personas por milla cuadrada (3/km²). En el 2000 había 2.169 unidades habitacionales en una densidad de 3 por milla cuadrada (1/km²). La demografía del condado era de 93,83% blancos, 0,30% afroamericanos, 3,58% amerindios, 0,07% asiáticos, 0,05% isleños del Pacífico, 0,34% de otras razas y 1,84% de dos o más razas. 1,35% de la población era de origen hispano o latino de cualquier raza. 
La renta promedio para un hogar del condado era de $28.717 y el ingreso promedio para una familia era de $33.871. En 2000 los hombres tenían un ingreso medio de $25.083 versus $21.346 para las mujeres. La renta per cápita para el condado era de $16.280 y el 12,20% de la población estaba bajo el umbral de pobreza nacional.

## Ciudades y pueblos
| - Cedar Vale - Chautauqua | - Elgin - Hewins | - Niotaze - Perú | - Sedan |